# الأحسرين
الأحسرين هي إحدى القرى الصغيرة التي تقع جنوب غرب ثربان وتسكنها قبيلة الطلاليع بمركز أحد ثربان التابع لمحافظة المجاردة.

## من معالم القرية
أودية القريةيمر بالأحسرين من خلال الطرف الجنوبي الشرقي وادي يبة، كما أن هناك عدة أودية بالقرية كخل لحسر ودويمة وربيع وامدفنة، وشحدن، وتكثر فيها الشعاب والمزارع، وهي قرية ذات تضاريس مختلفة.
جبال القريةتمتاز القرية بوجود جبال بين متوسطة وشاهقة الارتفاع، ولعل أشهرها جبل البكرتين الذي يتوسط القرية بارتفاع أكثر من 1500 متر عن سطح البحر.
البنيان الحجري القديملا شك أن القرية كانت وما زالت موطن عدة مبان قديمة مثل العشة والغرف الحجرية، ويوجد أغلبها في أعلى الجبال لأنها كانت موطن القدماء.
ينبوع القريةيوجد بالقرية عين ثربان الحارة وهي عين مياه حارة كبريتية فيها نسبة من الهيدروجين المركز، وهي مقصد العديد من الزائرين من شتى الأماكن.
بركان القريةبجوار الينبوع المائي وببعد كيلومترين تقريبا يوجد بركان خامد لم ينبثق ولم يخبر أحد من القدماء أي أحداث عنه، ويتوقع أنه خامد منذُ مئات السنين ولم يكشف عليه تماما حد اللحظة من أي فرق جيولوجية «علماء مختصين بعلم الأرض».

## سبب التسمية
سميت القرية بهذا الاسم نسبة إلى وجود اتجاهين رئيسيين أحدهما ناحية اليمن «لحسر اليماني» والآخر ناحية الشام «لحسر الشامي» كما هو متعارف عليه في وصف العرب للاتجاهات القديمة.

## مناخ القرية
تكون درجات الحرارة بالأحسرين شبيهة بمناطق تهامة عمومًا، فالشتاء بارد قليلاً ليلاً؛ معتدل نهارًا. تصل القصوى في الشتاء 30 وتقارب الصغرى 18 درجة مئوية، أما درجات الحرارة صيفًا فهي حارة حيث تسجل ما بين 43 للقصوى و32 للصغرى.

## محطات النقل والتزود بالوقود
يمر بالقرية الطريق المشترك بين إمارتي عسير ومكة المكرمة ناحية الساحل الغربي. ورغم أهمية الطريق إلا أنه يفتقر لمحطات وقود ونقل طوال القرية البالغ طول الطريق من خلالها 11 كيلومترا تقريبا.

## الهجرة السكانية
تعرضت القرية لهجرة من ساكنيها لغرض الالتحاق بالخدمات الاجتماعية لافتقارها إليها آنذاك. فمنهم من توجه للمدن الرئيسية أو انتقل لقرى ومحافظات مجاورة.